# Fabio Fazio

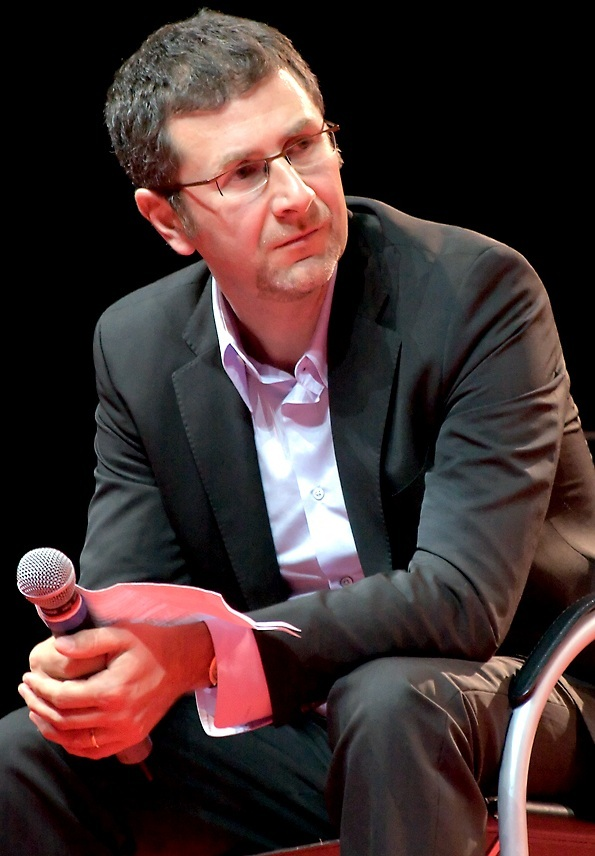
Fabio Fazio

Fabio Fazio (* 30. November 1964 in Savona) ist ein italienischer Fernsehmoderator.

## Leben
Seine Anfänge machte er 1982 als Imitator in einer Sendung des Staatsradios RAI. Sein Fernsehdebüt machte er 1983 ebenfalls bei der RAI, als er in das Moderationsteam in Raffaella Carràs Sendung „Pronto Raffaella“ aufgenommen wurde. Nachdem er 1984 und 1985 Loretta Goggi in ihren Unterhaltungs- und Quizsendungen assistierte, moderierte er ab 1985 verschiedene Kinder- und Jugendprogramme.
Von 1987 bis 1990 moderierte er zusammen mit dem damaligen Fußballtorhüter Walter Zenga eine Sportsendung beim privaten Sender Odeon TV. Ab 1990 war er auch für den Privatsender Telemontecarlo tätig. Parallel dazu arbeitete er weiterhin für den Staatssender RAI.
Den eigentlichen Durchbruch gelang ihm 1993 mit der von ihm realisierten und moderierten Sendung „Quelli che il calcio…“ auf Rai Due. Die Basis des als Mischung von Sport-, Unterhaltungs- und Talksendung konzipierten Programms bilden die am Sonntagnachmittag ausgetragenen Fußballspiele der Serie A, die von eingeladenen Gästen aus dem Film-, Musik- und Showbusiness sowie dem Kulturbereich im Studio live auf eigenen Monitoren verfolgt werden. Gleichzeitig verfolgen weitere Gäste, die in die Sendung mit Liveschaltungen miteinbezogen werden, die Spiele in den entsprechenden Stadien. Eigentliche Szenen aus den Fußballspielen werden aufgrund fehlender Rechte jedoch nicht gezeigt. Die Sendung entwickelte sich zur dritten Kraft in dem bis dahin von Rai Uno und Canale 5 dominierten Sonntag nachmittäglichen Fernsehprogramm und erlangte unter anderem dank beliebten und teils hochkarätigen Gästen einen großen Publikumserfolg. Fabio Fazio moderierte die Sendung bis 2001, als er die RAI verließ und die Sendung an Simona Ventura überging.
In der Zwischenzeit realisierte Fabio Fazio verschiedene Projekte und wirkte unter anderem beim Film „Pole Pole“ mit, der zur Unterstützung der African Medical and Research Foundation realisiert und 1996 außer Wettbewerb an den Internationalen Filmfestspielen von Venedig gezeigt wurde.
Einen weiteren Publikumserfolg bildete 1997 die zusammen mit Claudio Baglioni realisierte und moderierte Unterhaltungssendung „Anima mia“, die als Revival der 1970er Jahre konzipiert war und 1999 als „L’ultimo Valzer“ eine Fortsetzung fand.
In der Folge erlebte Fabio Fazio mit der zweimaligen Moderation des Sanremo-Festivals in den Jahren 1999 und 2000 den Höhepunkt seiner beruflichen Laufbahn. Fabio Fazio setzte in den beiden Ausgaben markante Kontraste, die sich klar von den traditionellen und teils von protokollarischen Formen geprägten bisherigen Ausgaben des Festivals unterschieden. So bezog er unter anderem Persönlichkeiten wie Luciano Pavarotti und die beiden Nobelpreisträger Renato Dulbecco und Michail Gorbatschow in das Programm mit ein. Die beiden Ausgaben erzielten rekordhohe Einschaltquoten.
2001 verließ Fabio Fazio den Staatssender RAI und wechselte zum Privatsender LA7 über, der sich als dritte Kraft im durch das Duopol RAI-Mediaset dominierten Fernsehmarkt zu etablieren versucht. 2003 kehrte Fabio Fazio wieder zur RAI zurück und moderiert seither die Talkshow „Che tempo che fa“ auf Rai 3.
Im November 2010 moderierte Fabio Fazio auf Rai 3 zusammen mit Roberto Saviano zudem die vierteilige Sendung „Vieni via con me“ (deutsch: „Komm weg mit mir“). Die Sendung, in der zahlreiche Persönlichkeiten zu verschiedenen, teils auch kontroversen Themen, eine Liste vorlasen, erwies sich als großer Publikumserfolg. Die dritte Sendung vom 23. November 2010 erreichte eine durchschnittliche Zuschauerzahl von 9,7 Millionen Personen, mit einer Spitze von 11,4 Millionen Zuschauer und einer Einschaltquote von über 43 Prozent. „Vieni via con me“ erzielte damit die höchste, je auf Rai 3 erzielte Einschaltquote seit deren Erhebung.

## Auszeichnungen
Während seiner beruflichen Laufbahn wurde Fabio Fazio verschiedentlich ausgezeichnet. Unter anderem wurde ihm 1994 für „Quelli che il calcio...“ der Fernsehpreis Telegatto und 2007 für „Che tempo che fa“ der Journalistenpreis È giornalismo verliehen.

## Privates
Fabio Fazio ist verheiratet und Vater einer Tochter. Er pflegte eine enge Freundschaft mit dem Journalisten Enzo Biagi und war auch der einzige RAI-Moderator, dem Biagi während dessen durch Silvio Berlusconi erzwungenen fünfjährigen Abwesenheit von den öffentlich-rechtlichen Kanälen ein Fernsehinterview gewährte.